# حزام المطر

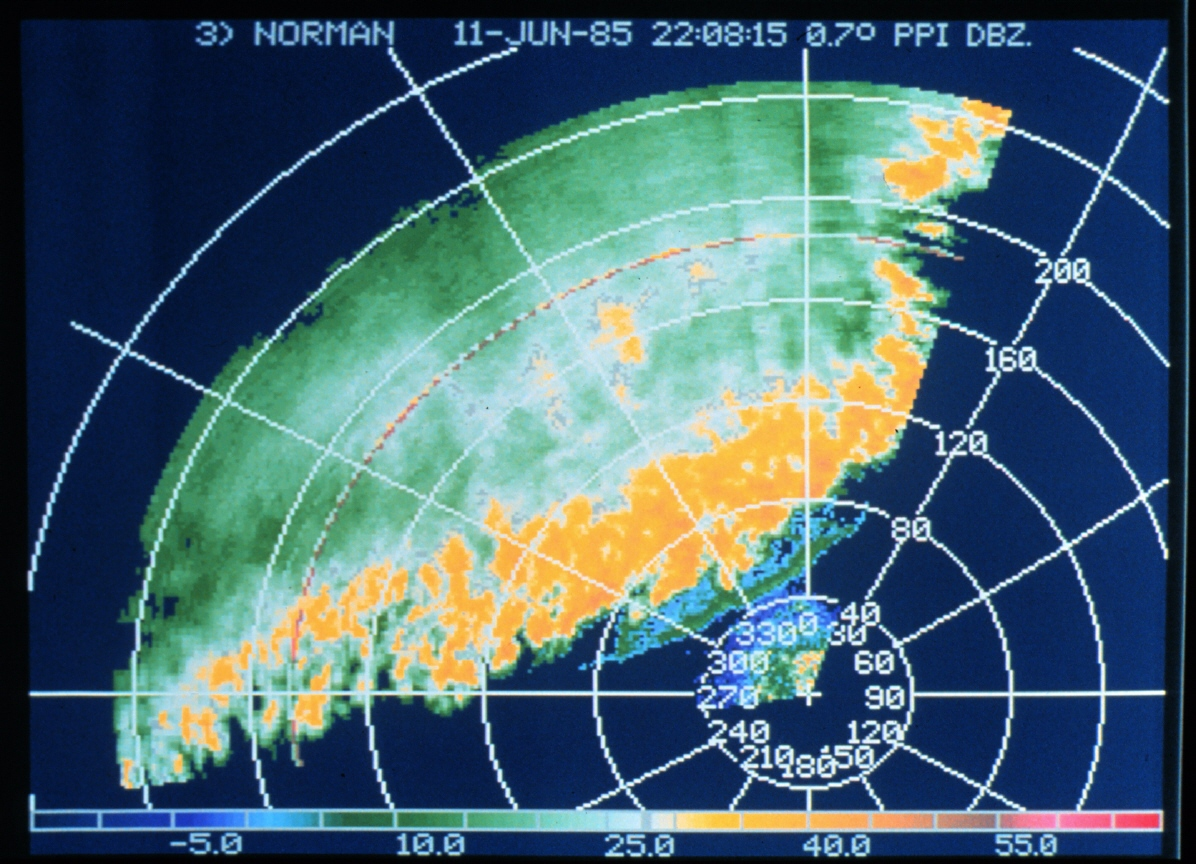
أحزمة من العواصف الرعدية شوهدت على شاشة رادار الطقس.

الحزام المطري أو حزام المطر (بالإنجليزية: Rainband) هو البنية الكاملة من السحب والأمطار الهاطلة مرتبطة بمنطقة سقوط الأمطار والتي تكون ممتدة بشكل كبير وكافٍ بحيث يمكن تحديد اتجاهها. النطاق إما غير حملي أو حملي ضعيف فقط. يمكن أن تكون أحزمة المطر في الأعاصير المدارية إما متراصفة الطبقات أو حملية حرارية وتكون منحنية الشكل. تتكون من زخات المطر والعواصف الرعدية، وإلى جانب العين وجدار العين، تشكل إعصارًا مداريًا. يمكن أن يساعد مدى أحزمة المطر حول الإعصار المداري في تحديد شدة الإعصار.
قد تكون أحزمة المطر التي تنشأ بالقرب من الجبهات الباردة وأمامها خطوط عاصفة قادرة على إنتاج الأعاصير القمعية. يمكن أن تنحرف أحزمة المطر المرتبطة بالجبهات الباردة بسبب الحواجز الجبلية العمودية على اتجاه الجبهة بسبب تشكل تيار نفاث حاجز منخفض المستوى. يمكن أن تتشكل أحزمة من العواصف الرعدية مع حدود نسيم البحر ونسيم الأرض، إذا كانت الرطوبة موجودة بما يكفي. إذا أصبحت أحزمة المطر لنسيم البحر نشطة بما يكفي قبل الجبهة الباردة مباشرة، فيمكنها إخفاء موقع الجبهة الباردة نفسها. يمكن أن ينتج عن الأحزمة داخل نمط هطول الأمطار على شكل رأس الفاصلة لإعصار خارج مداري كميات كبيرة من المطر أو الثلج. خلف الأعاصير خارج المدارية، يمكن أن تتشكل أحزمة المطر في اتجاه الريح من المسطحات المائية الدافئة نسبيًا مثل البحيرات العظمى. إذا كان الغلاف الجوي باردًا بدرجة كافية، يمكن أن تنتج أحزمة المطر هذه ثلوجًا كثيفة.
تتجه هذه الأحزمة إلى مركز العاصفة. وفي بعض الحالات تكون الأحزمة ثابتة بالنسبة لمركز العاصفة المتحركة، وفي حالات أخرى تبدو وكأنها تدور حول المركز. وغالبًا ما ترتبط أحزمة السحب الدوارة بتذبذب واضح في مسار العاصفة. وإذا حدث هذا مع اقتراب الإعصار المداري من الساحل، فقد تكون هناك فروق كبيرة بين مواقع الهبوط المتوقعة ومواقع الهبوط الفعلية.

## وصلات خارجية
- "Anatomy of a Hurricane". Lecture Notes for Chapter 15 – Hurricanes – Survey of Meteorology and Lyndon State College. مؤرشف من الأصل في 2012-12-15.
- "Rainbands Offer Better Forecasts of Hurricane Intensity". news release (Press release). National Science Foundation. 8 أغسطس 2005. مؤرشف من الأصل في 2024-09-30. اطلع عليه بتاريخ 2008-09-06.
- G.M. Barnes and E.J. Zipser (سبتمبر 1983). "Mesoscale and Convective Structure of a Hurricane Rainband". Journal of the Atmospheric Sciences. ج. 40 ع. 9: 2125–2137. Bibcode:1983JAtS...40.2125B. DOI:10.1175/1520-0469(1983)040<2125:MACSOA>2.0.CO;2.